# Ваннинен, Беньямин
Беньямин Ваннинен (фин. Benjamin Vanninen; 29 июня 1921 года, Рауталахти, Финляндия — 22 июля 1975 года, Хейнола) — финский лыжник, призёр Олимпийских игр 1948 года. Брат лыжника Пекки Ваннинена.

## Карьера
На Олимпийских играх 1948 года в Санкт-Морице завоевал бронзовую медаль в гонке на 50 км, в которой он более 5 минут проиграл занявшему второе место шведу Харальду Эрикссону и лишь 20 секунд выиграл у ставшего 4-м своего старшего брата Пекки Ваннинена. В остальных гонках олимпийского турнира участия не принимал.
На чемпионатах Финляндии побед не одерживал, дважды был вторым в гонках на 18 км в 1945 и 1947 годах.
После завершения спортивной карьеры работал таможенником, а впоследствии занимался продажами лыжных мазей и принадлежностей.